# Gumowanie
Gumowanie jedna z metod uszlachetniania druku. Polega na nałożeniu kleju na druki, który po wysuszeniu traci swoje właściwości. Przed użyciem trzeba go namoczyć. Gumowanie jest zastosowane m.in. w druku znaczków pocztowych.
Gumowanie to również czynność zabezpieczenia przed i po druku form aby nie utleniały się miejsca drukujące i nie doświetlały na formach przed ich ponownym wykorzystaniem. Dawniej czynność ta była wykonywana ręcznie. Obecnie maszyny posiadają przystawki do automatycznego gumowania.